# Giro d'Italia 1951
Il Giro d'Italia 1951, trentaquattresima edizione della "Corsa Rosa", si svolse in venti tappe dal 19 maggio al 10 giugno 1951 per un percorso totale di 4 154 km. Fu vinto da Fiorenzo Magni.
Coppi, ancora sofferente dopo la frattura della clavicola in seguito a una caduta all'arrivo della Milano-Torino, si classificò 4°.

## Tappe
| Tappa  | Data      | Percorso                                      | km    | Vincitore di tappa  | Leader cl. generale |
| ------ | --------- | --------------------------------------------- | ----- | ------------------- | ------------------- |
| 1ª     | 19 maggio | Milano > Torino                               | 202   | Rik Van Steenbergen | Rik Van Steenbergen |
| 2ª     | 20 maggio | Torino > Alassio                              | 202   | Antonio Bevilacqua  | Fiorenzo Magni      |
| 3ª     | 21 maggio | Alassio > Genova                              | 252   | Rodolfo Falzoni     | Fiorenzo Magni      |
| 4ª     | 22 maggio | Genova > Firenze                              | 265   | Guido De Santi      | Fiorenzo Magni      |
| 5ª     | 23 maggio | Firenze > Perugia                             | 192   | Pietro Giudici      | Fritz Schär         |
|        | 24 maggio | giorno di riposo                              |       |                     |                     |
| 6ª     | 25 maggio | Perugia > Terni (cron. individuale)           | 81    | Fausto Coppi        | Fritz Schär         |
| 7ª     | 26 maggio | Terni > Roma                                  | 290   | Angelo Menon        | Rik Van Steenbergen |
| 8ª     | 27 maggio | Roma > Napoli                                 | 234   | Luigi Casola        | Fiorenzo Magni      |
| 9ª     | 28 maggio | Napoli > Foggia                               | 181   | Giovanni Corrieri   | Fiorenzo Magni      |
| 10ª    | 29 maggio | Foggia > Pescara                              | 311   | Giuseppe Minardi    | Fiorenzo Magni      |
|        | 30 maggio | giorno di riposo                              |       |                     |                     |
| 11ª    | 31 maggio | Pescara > Rimini                              | 246   | Serafino Biagioni   | Fiorenzo Magni      |
| 12ª    | 1º giugno | Rimini > San Marino (SMR) (cron. individuale) | 24    | Giancarlo Astrua    | Giancarlo Astrua    |
| 13ª    | 2 giugno  | Rimini > Bologna                              | 249   | Luciano Maggini     | Rik Van Steenbergen |
| 14ª    | 3 giugno  | Bologna > Brescia                             | 220   | Adolfo Leoni        | Rik Van Steenbergen |
| 15ª    | 4 giugno  | Brescia > Venezia                             | 188   | Rik Van Steenbergen | Rik Van Steenbergen |
| 16ª    | 5 giugno  | Venezia > Trieste                             | 182   | Luciano Frosini     | Rik Van Steenbergen |
|        | 6 giugno  | giorno di riposo                              |       |                     |                     |
| 17ª    | 7 giugno  | Trieste > Cortina d'Ampezzo                   | 255   | Louis Bobet         | Rik Van Steenbergen |
| 18ª    | 8 giugno  | Cortina d'Ampezzo > Bolzano                   | 242   | Fausto Coppi        | Fiorenzo Magni      |
| 19ª    | 9 giugno  | Bolzano > Sankt Moritz (CHE)                  | 166   | Hugo Koblet         | Fiorenzo Magni      |
| 20ª    | 10 giugno | Sankt Moritz (CHE) > Milano                   | 172   | Antonio Bevilacqua  | Fiorenzo Magni      |
| Totale | Totale    | Totale                                        | 4 154 |                     |                     |

## Squadre e corridori partecipanti
| N.    | Cod. | Squadra    |
| ----- | ---- | ---------- |
| 1-7   | GAN  | Ganna      |
| 8-14  | BEN  | Benotto    |
| 15-21 | BIA  | Bianchi    |
| 22-28 | FRE  | Fréjus     |
| 29-35 | ARB  | Arbos      |
| 36-42 | BOT  | Bottecchia |
| 43-49 | TAU  | Taurea     |

| N.    | Cod. | Squadra    |
| ----- | ---- | ---------- |
| 50-56 | LEG  | Legnano    |
| 57-63 | ATA  | Atala      |
| 64-70 | BAR  | Bartali    |
| 71-77 | STU  | Stucchi    |
| 78-84 | GUE  | Guerra     |
| 85-91 | WIL  | Wilier     |
| 92-98 | GIR  | Girardengo |

## Dettagli delle tappe

### 1ª tappa
- 19 maggio: Milano > Torino – 202 km

Risultati
| Pos. | Corridore           | Squadra    | Tempo    |
| ---- | ------------------- | ---------- | -------- |
| 1    | Rik Van Steenbergen | Girardengo | 5h16'12" |
| 2    | Renzo Soldani       | Legnano    | a 28"    |
| 3    | Fiorenzo Magni      | Ganna      | s.t.     |

### 2ª tappa
- 20 maggio: Torino > Alassio – y202 km

Risultati
| Pos. | Corridore          | Squadra | Tempo    |
| ---- | ------------------ | ------- | -------- |
| 1    | Antonio Bevilacqua | Benotto | 5h18'35" |
| 2    | Annibale Brasola   | Wilier  | a 1'52"  |
| 3    | Guido De Santi     | Benotto | s.t.     |

### 3ª tappa
- 21 maggio: Alassio > Genova – 252 km

Risultati
| Pos. | Corridore          | Squadra | Tempo    |
| ---- | ------------------ | ------- | -------- |
| 1    | Rodolfo Falzoni    | Guerra  | 7h38'05" |
| 2    | Luciano Pezzi      | Atala   | s.t.     |
| 3    | Antonio Bevilacqua | Benotto | a 2'16"  |

### 4ª tappa
- 22 maggio: Genova > Firenze – 265 km

Risultati
| Pos. | Corridore      | Squadra | Tempo    |
| ---- | -------------- | ------- | -------- |
| 1    | Guido De Santi | Benotto | 7h45'35" |
| 2    | Dino Rossi     | Guerra  | s.t.     |
| 3    | Fiorenzo Magni | Ganna   | a 3'08"  |

### 5ª tappa
- 23 maggio: Firenze > Perugia – 192 km

Risultati
| Pos. | Corridore      | Squadra | Tempo    |
| ---- | -------------- | ------- | -------- |
| 1    | Pietro Giudici | Stucchi | 5h37'07" |
| 2    | Elio Brasola   | Wilier  | a 5"     |
| 3    | Fritz Schär    | Arbos   | s.t.     |

### 6ª tappa
- 25 maggio: Perugia > Terni – Cronometro individuale – 81 km

Risultati
| Pos. | Corridore     | Squadra    | Tempo    |
| ---- | ------------- | ---------- | -------- |
| 1    | Fausto Coppi  | Bianchi    | 2h04'15" |
| 2    | Louison Bobet | Bottecchia | a 1'07"  |
| 3    | Hugo Koblet   | Guerra     | a 1'24"  |

### 7ª tappa
- 26 maggio: Terni > Roma – 290 km

Risultati
| Pos. | Corridore       | Squadra | Tempo    |
| ---- | --------------- | ------- | -------- |
| 1    | Angelo Menon    | Stucchi | 8h50'04" |
| 2    | Alfredo Pasotti | Wilier  | s.t.     |
| 3    | Luciano Maggini | Atala   | s.t.     |

### 8ª tappa
- 27 maggio: Roma > Napoli – 234 km

Risultati
| Pos. | Corridore          | Squadra | Tempo    |
| ---- | ------------------ | ------- | -------- |
| 1    | Luigi Casola       | Atala   | 7h02'51" |
| 2    | Antonio Bevilacqua | Benotto | s.t.     |
| 3    | Alfredo Pasotti    | Wilier  | s.t.     |

### 9ª tappa
- 28 maggio: Napoli > Foggia – 181 km

Risultati
| Pos. | Corridore         | Squadra | Tempo    |
| ---- | ----------------- | ------- | -------- |
| 1    | Giovanni Corrieri | Bartali | 5h05'16" |
| 2    | Gino Bartali      | Bartali | s.t.     |
| 3    | Angelo Menon      | Stucchi | s.t.     |

### 10ª tappa
- 29 maggio: Foggia > Pescara – 311 km

Risultati
| Pos. | Corridore        | Squadra | Tempo     |
| ---- | ---------------- | ------- | --------- |
| 1    | Giuseppe Minardi | Legnano | 10h56'10" |
| 2    | Arrigo Padovan   | Atala   | s.t.      |
| 3    | Armando Barducci | Fréjus  | s.t.      |

### 11ª tappa
- 31 maggio: Pescara > Rimini – 246 km

Risultati
| Pos. | Corridore         | Squadra    | Tempo    |
| ---- | ----------------- | ---------- | -------- |
| 1    | Serafino Biagioni | Ganna      | 6h28'24" |
| 2    | Dante Rivola      | Benotto    | s.t.     |
| 3    | Giovanni Roma     | Bottecchia | s.t.     |

### 12ª tappa
- 1º giugno: Rimini > San Marino – Cronometro individuale – 24 km

Risultati
| Pos. | Corridore        | Squadra    | Tempo  |
| ---- | ---------------- | ---------- | ------ |
| 1    | Giancarlo Astrua | Taurea     | 45'05" |
| 2    | Fausto Coppi     | Bianchi    | a 20"  |
| 3    | Louison Bobet    | Bottecchia | a 30"  |

### 13ª tappa
- 2 giugno: Rimini > Bologna – 249 km

Risultati
| Pos. | Corridore          | Squadra | Tempo    |
| ---- | ------------------ | ------- | -------- |
| 1    | Luciano Maggini    | Atala   | 6h28'52" |
| 2    | Luigi Casola       | Atala   | s.t.     |
| 3    | Antonio Bevilacqua | Benotto | s.t.     |

### 14ª tappa
- 3 giugno: Bologna > Brescia – 220 km

Risultati
| Pos. | Corridore        | Squadra | Tempo    |
| ---- | ---------------- | ------- | -------- |
| 1    | Adolfo Leoni     | Legnano | 5h43'13" |
| 2    | Oreste Conte     | Bianchi | s.t.     |
| 3    | Annibale Brasola | Wilier  | s.t.     |

### 15ª tappa
- 4 giugno: Brescia > Venezia – 188 km

Risultati
| Pos. | Corridore           | Squadra    | Tempo    |
| ---- | ------------------- | ---------- | -------- |
| 1    | Rik Van Steenbergen | Girardengo | 5h07'48" |
| 2    | Antonio Bevilacqua  | Benotto    | s.t.     |
| 3    | Adolfo Leoni        | Legnano    | s.t.     |

### 16ª tappa
- 5 giugno: Venezia > Trieste – 182 km

Risultati
| Pos. | Corridore       | Squadra | Tempo    |
| ---- | --------------- | ------- | -------- |
| 1    | Luciano Frosini | Arbos   | 4h32'10" |
| 2    | Ferdi Kübler    | Fréjus  | a 9"     |
| 3    | Arrigo Padovan  | Atala   | s.t.     |

### 17ª tappa
- 7 giugno: Trieste > Cortina d'Ampezzo – 255 km

Risultati
| Pos. | Corridore      | Squadra    | Tempo    |
| ---- | -------------- | ---------- | -------- |
| 1    | Louison Bobet  | Bottecchia | 7h24'03" |
| 2    | Fausto Coppi   | Bianchi    | s.t.     |
| 3    | Fiorenzo Magni | GAN        | a 35"    |

### 18ª tappa
- 8 giugno: Cortina d'Ampezzo > Bolzano – 242 km

Risultati
| Pos. | Corridore    | Squadra | Tempo    |
| ---- | ------------ | ------- | -------- |
| 1    | Fausto Coppi | Bianchi | 7h22'18" |
| 2    | Ferdi Kübler | Fréjus  | s.t.     |
| 3    | Hugo Koblet  | Guerra  | s.t.     |

### 19ª tappa
- 9 giugno: Bolzano > Sankt Moritz – 166 km

Risultati
| Pos. | Corridore    | Squadra | Tempo    |
| ---- | ------------ | ------- | -------- |
| 1    | Hugo Koblet  | Guerra  | 5h39'09" |
| 2    | Ferdi Kübler | Fréjus  | a 4'40"  |
| 3    | Gino Bartali | Bartali | s.t.     |

### 20ª tappa
- 10 giugno: Sankt Moritz > Milano – 172 km

Risultati
| Pos. | Corridore          | Squadra | Tempo    |
| ---- | ------------------ | ------- | -------- |
| 1    | Antonio Bevilacqua | Benotto | 5h11'34" |
| 2    | Fiorenzo Magni     | Ganna   | s.t.     |
| 3    | Oreste Conte       | Bianchi | s.t.     |

## Classifiche finali

### Classifica generale - Maglia rosa
| Pos. | Corridore           | Squadra    | Tempo      |
| ---- | ------------------- | ---------- | ---------- |
| 1    | Fiorenzo Magni      | Ganna      | 121h11'37" |
| 2    | Rik Van Steenbergen | Girardengo | a 1'46"    |
| 3    | Ferdinand Kübler    | Fréjus     | a 2'36"    |
| 4    | Fausto Coppi        | Bianchi    | a 4'04"    |
| 5    | Giancarlo Astrua    | Taurea     | a 4'07"    |
| 6    | Hugo Koblet         | Guerra     | a 6'05"    |
| 7    | Louis Bobet         | Bottecchia | a 9'45"    |
| 8    | Arrigo Padovan      | Atala      | a 14'41"   |
| 9    | Vincenzo Rossello   | Taurea     | a 14'49"   |
| 10   | Gino Bartali        | Bartali    | a 21'12"   |

### Classifica scalatori
| Pos. | Corridore       | Squadra    | Punti |
| ---- | --------------- | ---------- | ----- |
| 1    | Louis Bobet     | Bottecchia |       |
| 2    | Fausto Coppi    | Bianchi    |       |
| 3    | Alfredo Pasotti | Wilier     |       |